# 42073 Noreen
42073 Noreen è un asteroide della fascia principale. Scoperto nel 2001, presenta un'orbita caratterizzata da un semiasse maggiore pari a 3,2362847 UA e da un'eccentricità di 0,1831674, inclinata di 19,82150° rispetto all'eclittica.
L'asteroide è dedicato a Noreen Pray, moglie dello scopritore.